# جان توماس رامنی رابینسون
جان توماس رامنی رابینسون (انگلیسی: John Thomas Romney Robinson؛ زاده ۲۳ آوریل ۱۷۹۲ درگذشته ۲۸ فوریهٔ ۱۸۸۲) یک دانشمند اهل بریتانیا بود.